# Theodosia Meade, Condessa de Clanwilliam
Theodosia Meade (nascida Theodosia Hawkins-Magill; 5 de setembro de 1743 — Brighton, 2 de março de 1817) foi uma aristocrata e herdeira britânica. Ela foi condessa de Clanwilliam pelo seu casamento com John Meade, 1.º Conde de Clanwilliam.

## Família
Theodosia foi a única filha de Robert Hawkins-Magill, membro do Parlamento pelo Condado de Down, e de Ann Bligh, sua segunda esposa. Os seus avós paternos eram John Magill, alto xerife do Condado de Down e Rose Colville. Os seus avós maternos eram John Bligh, 1.º Conde de Darnley e Theodosia Hyde, 10.ª Baronesa Clifton.
Ela teve um meio-irmão mais velho, John Hawkins-Magill, filho da primeira esposa de seu pai, Rachael Skeffington. Já pelo segundo casamento de sua mãe com Bernard Ward, 1.º Visconde Bangor, ela teve quatro meio-irmãos: Georgiana Charlotte Emilia; Nicholas Ward, 2.º Visconde Bangor, considerado um lunático; Edward, marido de Arabella Crosbie, e Robert, um coronel, foi casado duas vezes.

## Biografia
Aos 21 anos de idade, Theodosia casou-se com John Meade, em 29 de agosto de 1765, então o 4.º baronete Meade de Ballintubber, e herdeiro de Sir Robert Meade e de Catherine Prittie.
As propriedades do casal, juntas, valiam £ 14 000 por ano, o que os tornavam os décimo primeiro maiores proprietários de terra da Irlanda.  O casal teve oito filhos, quatro meninos e quatro meninas.

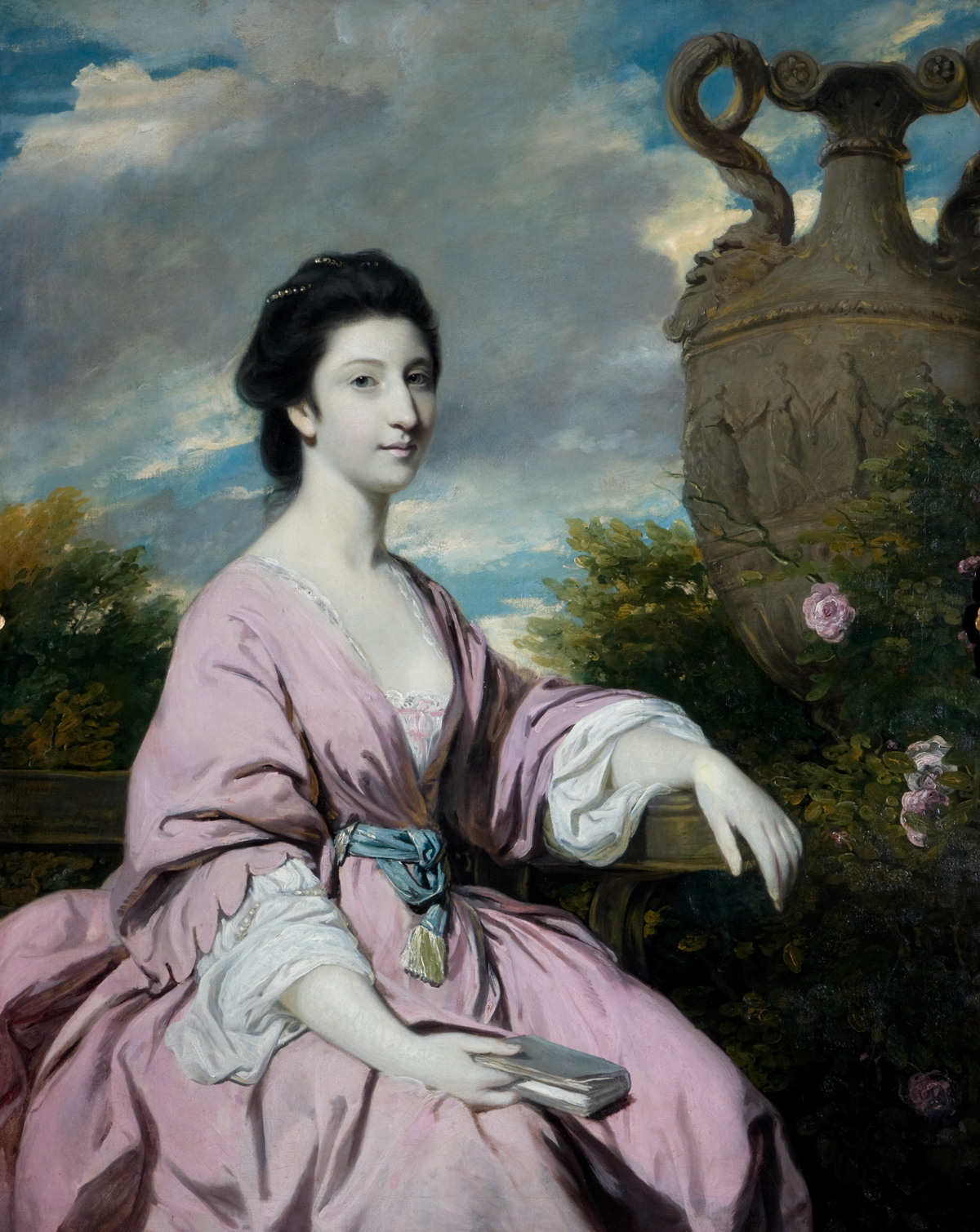
Theodosia pintada por Joshua Reynolds, em 1765. Retrato presente no Ulster Museum.

Em 17 de novembro de 1766, ela tornou-se viscondessa de Clanwilliam. Quase uma década depois, com a ascensão do marido, virou condessa de Clanwilliam, em 20 de julho de 1776.
A condessa morava em Gill Hall e em Burrenwood, na cidade de Castlewellan, no meio do caminho até a casa de sua mãe, Ann e de seu segundo marido, Bernard Ward, em Castle Ward.
Theodosia ficou viúva com a morte do marido, em 19 de outubro de 1800.
A nobre faleceu no dia 2 de março de 1817, aos anos de idade, e foi sepultada no dia seguinte, na Igreja Preston, em Lancashire.

## Descendência
- Anne Meade, esposa de John Whaley, com quem teve duas filhas;
- Richard Meade, 2.º Conde de Clanwilliam (10 de maio de 1766 — 3 de setembro de 1805), foi primeiro marido de Caroline, Condessa Thun, com quem teve três filhos, e depois foi casado com Margaret Irene Sarney, mas não teve mais filhos;
- Catherine Meade (c. 1769 — 1793), esposa de Richard Wingfield, 4.º Visconde Powerscourt, com quem teve três filhos;
- Robert Meade (29 de fevereiro de 1722 — 11 de julho de 1852), coronel do 12.º Regimento. Foi casado com Anne Louise Dalling, com quem teve seis filhos;
- John Meade (c. 1774 - 6 de agosto de 1849), tenente-general. Foi casado com Urania Caroline Ward, com quem teve um filho;
- Pierce Meade (21 de novembro de 1776 - 22 de novembro de 1834), arcediago de Dromore. Foi marido de Elizabeth Percy, com quem teve dois filhos;
- Theodosia Sarah Frances Meade (n. c. 1777), esposa do general John Francis Cradock, 1.º Barão Howden de Howden e Grimston, com quem teve um filho;
- Melosina Adelaide Meade (c. 1781 - 26 de março de 1866), esposa de John Chambré Brabazon, 10.º Conde de Meath, com quem teve seis filhos.